# عطيفة أليفة الهواء البارد
عطيفة أليفة الهواء البارد (الاسم العلمي:Campylobacter cryaerophilus) هي نوع من البكتيريا تتبع جنس العطيفة من فصيلة العطيفات.